# Vulcano di Baranskij
Il vulcano di Baranskij (in russo вулкан Баранского?; in giapponese 指臼岳?, Sashiusu-dake) è uno stratovulcano situato nella parte centrale dell'isola di Iturup, nella Isole Curili meridionali (Russia). Appartiene al distretto Kuril'skij dell'oblast' di Sachalin.
Il vulcano prende il nome da Nikolaj N. Baranskij, geografo economista sovietico.
Si tratta di uno stratovulcano complesso con cupola effusiva centrale. Ha un'altezza di 1125 m e la forma di un tronco di cono. Alla sommità del vulcano è presente un cratere del diametro di circa 650 m, le cui pareti sono composte da andesite. Sul suo versante sud-occidentale, a quota 700 metri, si trova un altro cratere a forma di anfiteatro distrutto, al di sotto del quale si trovano sorgenti termali. Il vulcano si trova nella parte settentrionale della catena dei monti Groznyj.  La sua unica eruzione conosciuta avvenne nel 1951 e fu citata come attività minore.